# مارتن لي فرنك
مارتن لي فرنك (بالفرنسية: Martin Le Franc)‏ هو مترجم وكاتب وشاعر فرنسي، ولد في 1410 في نورماندي في غيرنزي، وتوفي في 1461.

## وصلات خارجية
- مارتن لي فرنك على موقع ميوزك برينز (الإنجليزية)